# Дрежанка
Дрежанка је десна притока реке Неретве у Босни и Херцеговини. 
Дуга је 21 km, а површина слива износи 146 km². Сливно подручје и ток Дрежанке налазе се између Чврснице (2226 m) на северу и Чабуље (1776 m) на југу. Долина Дрежанке се пружа у правцу запад-исток. Извире из крашких врела богатих водом, на надморској висини од 485 m, а улива се у Неретву у непосредној близини насеља Дрежнице на надморској висини од 112 m. Просечан пад Дрежанке износи 17 ‰.
Дрежанка има доста притока, од којих су најзначајније Меомача, Леденица, Тисно и Ждилац.